# Edmond Marie Petitjean
Edmond Marie Petitjean (n. 5 iulie 1844, Neufchâteau⁠(d), Lorraine⁠(d), Franța – d. 7 august 1925, Paris, Franța) a fost un pictor francez autodidact, cunoscut pentru peisaje și peisaje marine.

## Biografie
Tatăl său era avocat și dorea ca el să îi urmeze exemplul, forțându-l să studieze dreptul în ciuda talentului său artistic și trimițându-l la Paris, unde a fost ucenic la un notar. Pe când se afla acolo, a vizitat muzeele și a devenit hotărât să devină artist. Părinții lui i-au întrerupt sprijinul financiar, dar a reușit să-și găsească un loc de muncă la conducerea unei mici fabrici din Nancy. Acest lucru i-a permis să achiziționeze rechizitele pentru pictură de care avea nevoie.

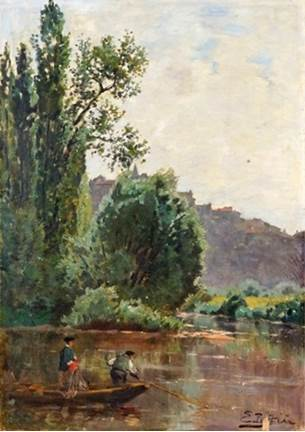
Pescari pe Meuse

În 1874, a susținut prima sa expoziție personală la Salon des Artistes Français⁠(d). A primit mențiune de onoare la Salonul⁠(d) din 1881 și, doi ani mai târziu, a devenit membru. Aceasta a fost urmată de o medalie de clasa I în 1884 și de o medalie de clasa a doua în 1885.
A pictat în mai multe porturi de-a lungul coastei atlantice și a lucrat un an la Dordrecht. A participat la decorarea mai multor pavilioane la Expoziția Universală (1889) și a primit o medalie de argint. În anul următor, a expus la München. În 1892, a fost numit Cavaler în Legiunea de Onoare.
În 1900, el și alți douăzeci de pictori au primit o comandă de la Stéphane Adolphe Dervillé, președinte al Consiliului de Administrație al Chemins de fer de Paris à Lyon et à la Méditerranée⁠(d), pentru a decora restaurantul din Gare de Lyon cunoscut acum sub numele de „Le Train Bleu⁠(d)”. A fost desemnat să lucreze în „Salle dorée” (Camera de aur), tematică pentru a reprezenta coasta mediteraneană și a pictat o scenă înfățișând satul Le Puy⁠(d). Studiul său pentru pictură a primit o medalie de aur la Expoziția Universală (1900).

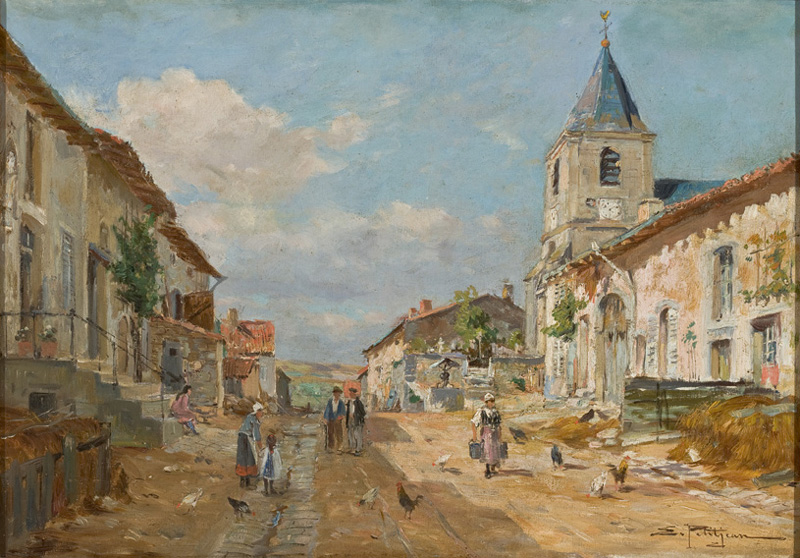
Strada satului

În 1904, s-a căsătorit cu Jeanne Lauvernay, de asemenea pictoriță, care era mai tânără cu treizeci și unu de ani. Până la începutul Primului Război Mondial, a expus la nivel internațional și a primit o medalie de argint la Expoziția Alaska-Yukon-Pacific din 1909. În total, se crede că el a creat aproape 800 de picturi.
Așa cum au făcut mulți artiști în timpul perioadei, el a realizat și ilustrații și desene animate pentru periodice; în special jurnalele satirice, Le Frou-frou, L'Assiette au Beurre⁠(d) și Le Rire⁠(d).